# Алберік
Алберік, Альберіке (валенс. Alberic (офіційна назва), ісп. Alberique) — муніципалітет в Іспанії, у складі автономної спільноти Валенсія, у провінції Валенсія. Населення — 11 325 осіб (2010).

## Географія
Муніципалітет розташований на відстані близько 310 км на південний схід від Мадрида, 41 км на південь від Валенсії.

## Демографія
Динаміка населення (INE ):

## Галерея зображень

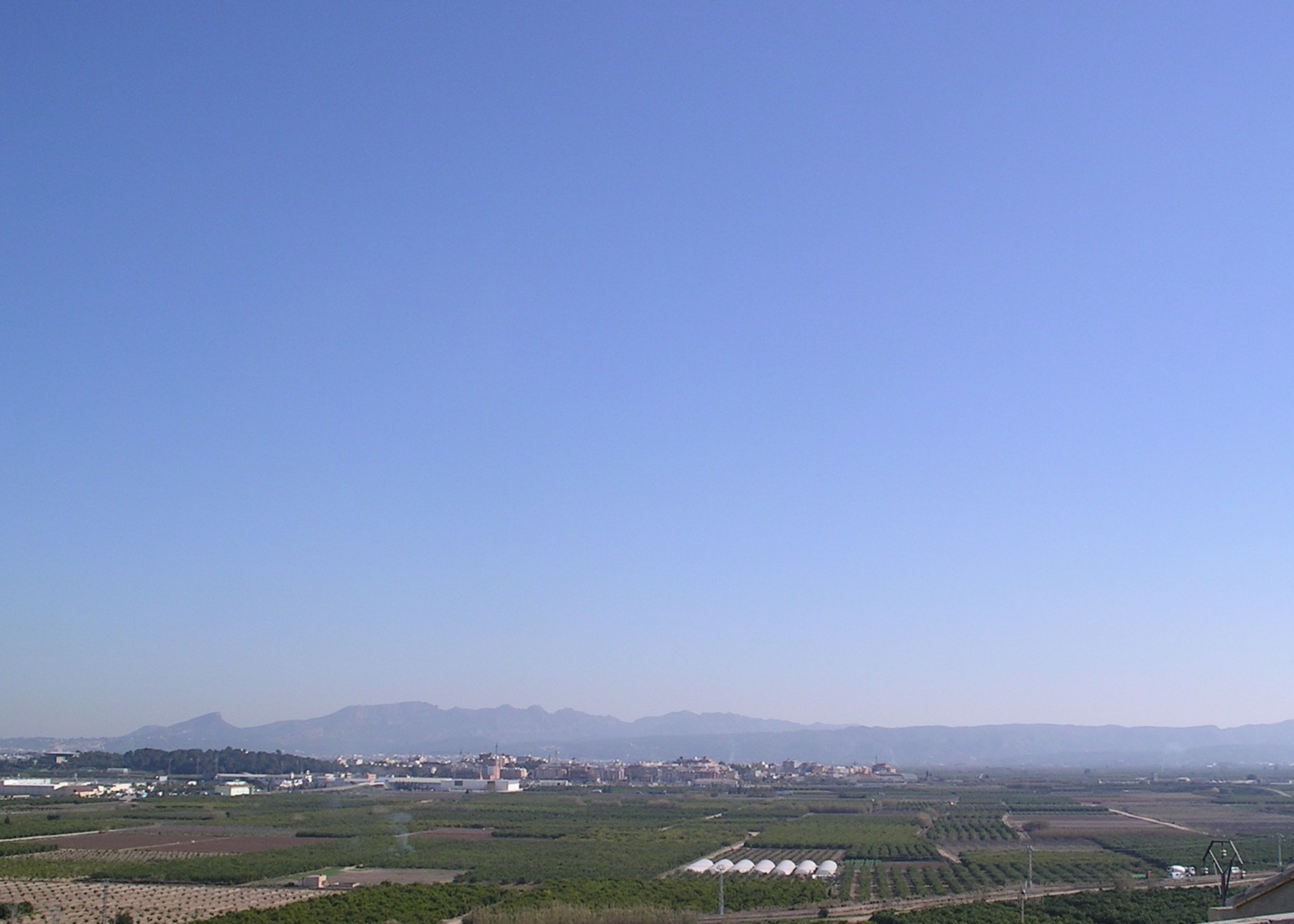
Алберік з гори Сан-Крістобаль
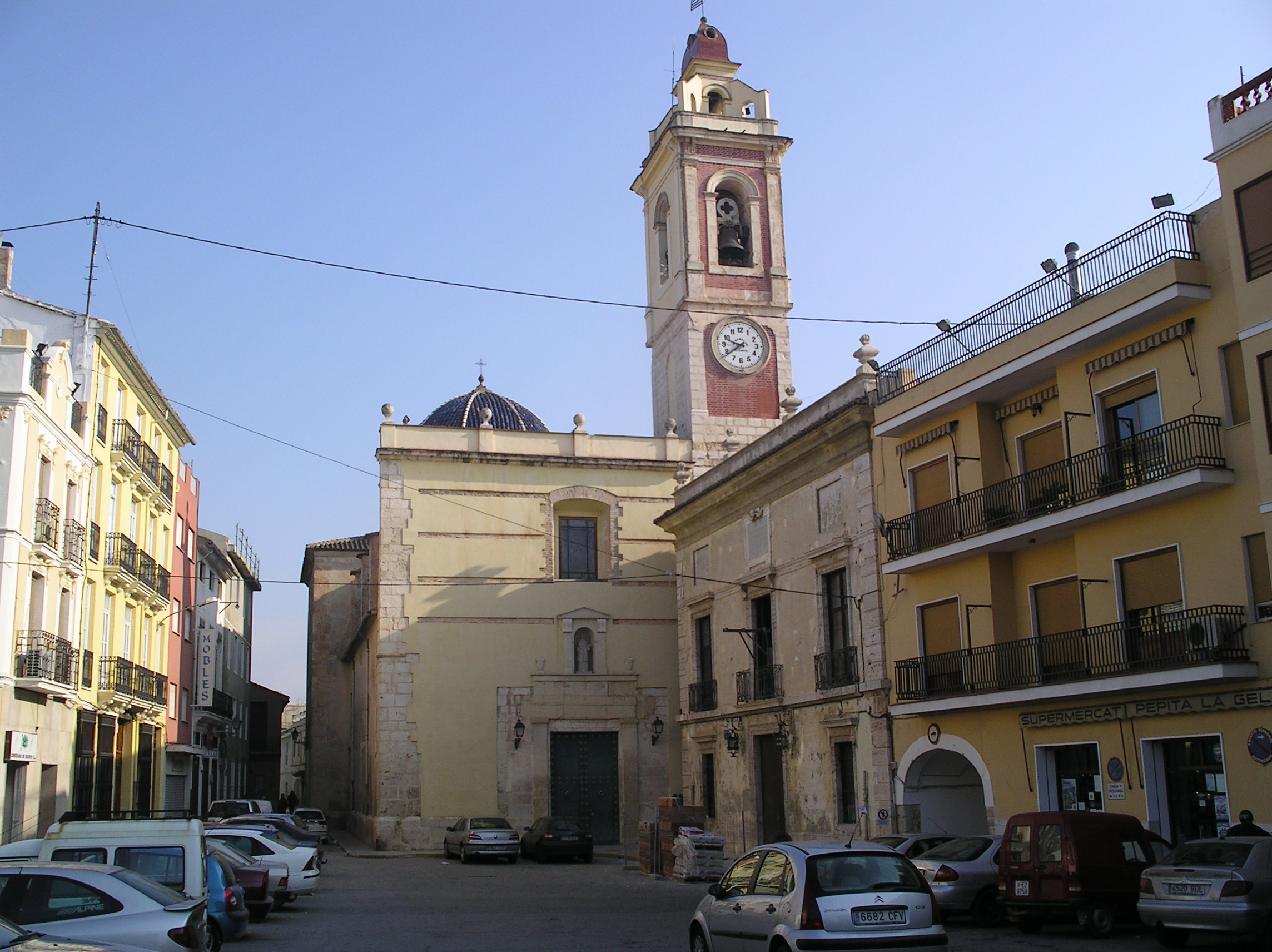
Центральна площа